# Home (пісня Machine Gun Kelly, X Ambassadors та Бібі Рекси)
«Home» — пісня американського репера Machine Gun Kelly, американського рок-гурту X Ambassadors і американської співачки Бібі Рекси. Вона вийшла як сингл для фільму Netflix Яскраві. Пісня вийшла 23 листопада 2017 року під лейблом Atlantic Records.
Пісня досягла 74 стрічки в Австралії, 43 в Канаді і 90 на US Billboard Hot 100. Музичне відео вийшло на YouTube 23 листопада 2017 року, за місяць до виходу фільму. 

## Чарти
| Чарт (2017–18)                            | Найвища позиція |
| ----------------------------------------- | --------------- |
| Австралія (ARIA)                          | 74              |
| Австрія (Ö3 Austria Top 75)               | 32              |
| Бельгія (Ultratop Flanders)               | 41              |
| Бельгія (Ultratip Wallonia)               | 39              |
| Канада (Canadian Hot 100)                 | 43              |
| Чехія (IFPI)                              | 17              |
| Чехія (Singles Digitál Top 100)           | 29              |
| Франція (SNEP)                            | 130             |
| Німеччина (Official German Charts)        | 27              |
| Ірландія (IRMA)                           | 74              |
| Нідерланди (Mega Single Top 100)          | 93              |
| Нова Зеландія (RIANZ)                     | 30              |
| Норвегія (VG-lista)                       | 12              |
| Португалія (AFP)                          | 67              |
| Словаччина (IFPI)                         | 82              |
| Словаччина (Singles Digitál Top 100)      | 33              |
| Швеція (Sverigetopplistan)                | 99              |
| Швейцарія (Media Control AG)              | 39              |
| Велика Британія (Official Charts Company) | 64              |
| США (Billboard Hot 100)                   | 90              |
| США (Hot R&B/Hip-Hop Songs) (Billboard)   | 35              |
| США (Rhythmic) (Billboard)                | 38              |

## Сертифікації
| Регіон                                                      | Сертифікація | Продажі |
| ----------------------------------------------------------- | ------------ | ------- |
| США (RIAA)                                                  | Золото       | 500,000 |
| продажі+прослуховування, що базуються лише на сертифікаціях |              |         |